# Sevastopol (Wisconsin)
Sevastopol es un pueblo ubicado en el condado de Door en el estado estadounidense de Wisconsin. En el Censo de 2010 tenía una población de 2628 habitantes y una densidad poblacional de 11,93 personas por km².

## Geografía
Sevastopol se encuentra ubicado en las coordenadas 44°54′6″N 87°15′41″O / 44.90167, -87.26139. Según la Oficina del Censo de los Estados Unidos, Sevastopol tiene una superficie total de 220.35 km², de la cual 133.88 km² corresponden a tierra firme y (39.24%) 86.47 km² es agua.

## Demografía
Según el censo de 2010, había 2628 personas residiendo en Sevastopol. La densidad de población era de 11,93 hab./km². De los 2628 habitantes, Sevastopol estaba compuesto por el 96.88% blancos, el 0.3% eran afroamericanos, el 0.42% eran amerindios, el 0.68% eran asiáticos, el 0% eran isleños del Pacífico, el 1.03% eran de otras razas y el 0.68% pertenecían a dos o más razas. Del total de la población el 1.52% eran hispanos o latinos de cualquier raza.